# Kuipke
Kuipke eller Citadel Park Velodrome er en indendørs velodrom i Gent, Belgien. Den åbnede i 1927 og blev genopbygget efter en brand i 1965. Den er bedst kendt for seksdagesløbet i Gent, der afholdes årligt i november.
Velodromen bruges også som multiarena til koncerter og lejlighedsvise basketballkampe. Den 21. marts 1959 optrådte Louis Armstrong i Kuipke, og i 2014 var det stedet for liveshows i den flamske version af Voice.

## Historie
Den første velodrom i Citadelpark i Gent blev bygget i 1927 for at huse seksdagesløbet med en fast placering i byens centrum. Bygningen tjente tidligere som et drivhus og fik navnet Sportpaleis Gent. På grund af dens korte bane og usædvanligt stejle hældning fik den tilnavnet "Kuipke" (dansk: Lille kar). Den 12. november 1962 blev bygningen ødelagt af brand, hvorefter en anden velodrom åbnede på samme sted i 1965. Den nye cykelbane beholdt sin oprindelige størrelse på 167 meter og stejle hældninger og fik officielt navnet "Kuipke".
Under seksdagesløbet i Gent i november 2006, døde den spanske cykelrytter Isaac Gálvez efter at være stødt sammen med Dimitri De Fauw og derefter styrte ind i barrieren.